# Сарето (Кунео)
Сарето је насеље у Италији у округу Кунео, региону Пијемонт.
Према процени из 2011. у насељу је живело 74 становника. Насеље се налази на надморској висини од 1521 м.